# Chrysops furcatus
Chrysops furcatus är en tvåvingeart som beskrevs av Walker 1848. Chrysops furcatus ingår i släktet Chrysops och familjen bromsar. Inga underarter finns listade i Catalogue of Life.